# Pěnčákovití
Pěnčákovití (Macrosphenidae) je čeleď zpěvných ptáků, která byla na základě moderních molekulárních taxonomických studií vydělena z dříve široce pojaté čeledi pěnicovití (Sylviidae). V současné době tvoří čeleď 19 druhů v sedmi rodech.

## Fylogeneze a taxonomie
Cetie oranžovooká (Cryptillas victorini) byla původně řazena do rodu Bradypterus (dnes cvrčilkovití). Pěnčák velký (Macrosphenus kretschmeri) byl v dřívější studii zařazen mezi bulbuly, šlo ovšem o omyl způsobený špatně označeným preparátem; i tak se liší od ostatních členů rodu natoilk, že bývá řazen do samostatného rodu Suaheliornis. Je možné, že další studie povedou k revizi jeho taxonomického postavení.

### Kladogram
|  | Achaetops   |
|  |             |
|  | Sphenoeacus |
|  |             |
|  | Melocichla  |
|  |             |

|  | Cryptillas |
|  |            |
|  | Sylvietta  |
|  |            |

|  | Achaetops   |
|  |             |
|  | Sphenoeacus |
|  |             |
|  | Melocichla  |
|  |             |

|  | Cryptillas |
|  |            |
|  | Sylvietta  |
|  |            |

|  | Achaetops   |
|  |             |
|  | Sphenoeacus |
|  |             |
|  | Melocichla  |
|  |             |

|  | Cryptillas |
|  |            |
|  | Sylvietta  |
|  |            |

|  | Achaetops   |
|  |             |
|  | Sphenoeacus |
|  |             |
|  | Melocichla  |
|  |             |

|  | Cryptillas |
|  |            |
|  | Sylvietta  |
|  |            |